# Andrés Sapelak
Mons. Andrés Sapelak (13. prosince 1919, Ryszkowa Wola – 6. listopadu 2017) byl ukrajinský řeckokatolický kněz, emeritní biskup Santa María del Patrocinio en Buenos Aires a člen Salesiánů Dona Bosca.

## Život
Narodil se 13. prosince 1919 v Ryszkowě Woly, jako syn Mychajła Sapelaka a Agaty Jaroszové. Po skončení gymnázia v Přemyšli vstoupil k otcům Salesiánům. Vyšší vzdělání získal na Salesiánské univerzitě v Turíně a to na fakultě kanonického práva. Své doživotní sliby složil 29. června 1946. Na kněze byl vysvěcen 29. června 1949 biskupem Ivanem Bučkem.
Roku 1951 začal organizovat ve Francii Ukrajinský nižší seminář a stal se jeho prvním rektorem.
Dne 14. srpna 1961 jej papež Jan XXIII. jmenoval pomocným biskupem Ordinariátu pro věřící východních ritů v Argentině a titulárním biskupem ze Sebastopolis v Thrákii. Biskupské svěcení přijal dne 15. října 1961 z rukou arcibiskupa Ivana Bučka a spolusvětiteli byli arcibiskup Gabrijel Bukatko a biskup Volodymyr Malančuk. Tuto funkci vykonával do 9. února 1968 kdy byl ustanoven prvním apoštolským exarchou Argentiny pro věřící Ukrajinského ritu.
Dne 24. dubna 1978 byl exarchát povýšen na eparchii Santa María del Patrocinio en Buenos Aires a on se stal jejím biskupem.
Dne 12. prosince 1997 přijal papež Jan Pavel II. jeho rezignaci na post biskupa Santa María del Patrocinio en Buenos Aires z důvodu dosažení kanonického věku 75 let.